# Austroagrion watsoni
Austroagrion watsoni är en trollsländeart som beskrevs av Maurits Anne Lieftinck 1982. Austroagrion watsoni ingår i släktet Austroagrion och familjen dammflicksländor. Inga underarter finns listade i Catalogue of Life.

## Bildgalleri

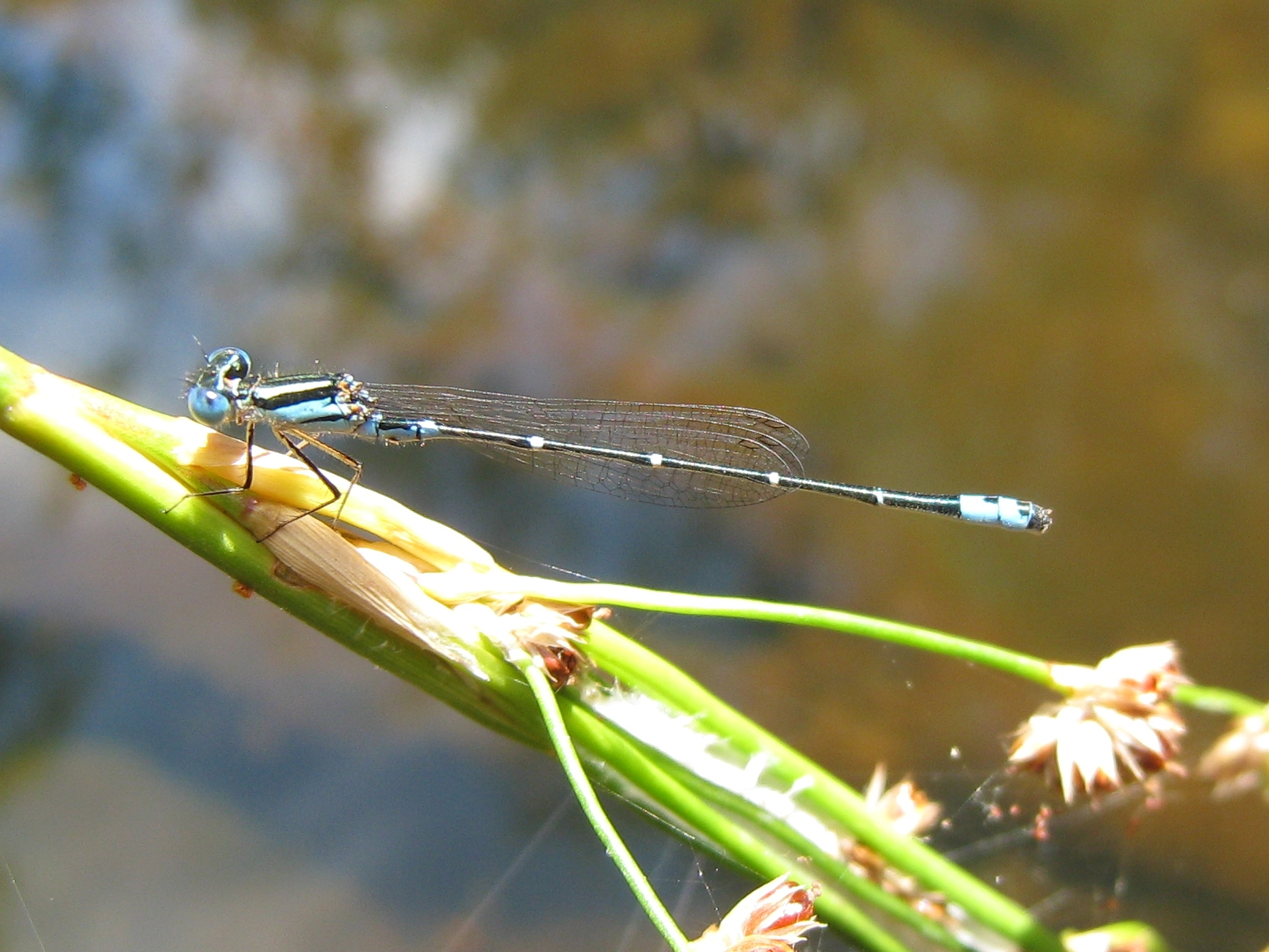